# Sergentomyia clydei
Sergentomyia clydei är en tvåvingeart som först beskrevs av Sinton 1928.  Sergentomyia clydei ingår i släktet Sergentomyia och familjen fjärilsmyggor. Inga underarter finns listade i Catalogue of Life.